# Communauté de communes Océan Marais de Monts
Die Communauté de communes Océan Marais de Monts (inoffizielle Schreibweise auch: Communauté de communes Océan-Marais de Monts) ist ein französischer Gemeindeverband mit der Rechtsform einer Communauté de communes im Département Vendée in der Region Pays de la Loire. Er wurde am 24. Dezember 1992 gegründet und umfasst fünf Gemeinden. Der Verwaltungssitz befindet sich im Ort Saint-Jean-de-Monts.

## Historische Entwicklung
Der Gemeindeverband hat seinen Ursprung in einem 1974 gegründeten SIVOM. Dieser wurde am 24. Dezember 1992 durch einen Erlass in die heutige Communauté de communes umgewandelt.

## Mitgliedsgemeinden
| Gemeinde                                     | Einwohner 1. Januar 2022 | Fläche km² | Dichte Einw./km² | Code INSEE | Postleitzahl |
| -------------------------------------------- | ------------------------ | ---------- | ---------------- | ---------- | ------------ |
| La Barre-de-Monts                            | 2.356                    | 27,81      | 85               | 85012      | 85550        |
| Le Perrier                                   | 2.210                    | 33,22      | 67               | 85172      | 85300        |
| Notre-Dame-de-Monts                          | 2.293                    | 20,62      | 111              | 85164      | 85690        |
| Saint-Jean-de-Monts                          | 8.809                    | 61,72      | 143              | 85234      | 85160        |
| Soullans                                     | 4.535                    | 41,09      | 110              | 85284      | 85300        |
| Communauté de communes Océan Marais de Monts | 20.203                   | 184,46     | 110              | –          | –            |

## Aufgaben
Zu den Aufgaben des Gemeindeverbandes zählen die Verwaltung eines Gewerbeparks, der Naturschutz, die Abfallbeseitigung und die Unterhaltung der touristischen Einrichtungen.